# Главы Чечни
Главы Чечни — руководители Чечни с момента создания Чеченской автономной области по настоящее время.

## Советский период

### РуководителиЧеченской автономной области
- Эльдарханов, Таштемир Эльжуркаевич (1922—1925);
- Арсанукаев, Дауд Газиевич (1928—1930);
- Мамаев, Хабихожа Рамзанович (1930—1932);
- Омаров, Магомед Хасиевич (1932—1934);

### Руководители Чечено-Ингушетии (1934—1944)
В 1934 году Чеченская и Ингушская автономные области были объединены в Чечено-Ингушскую автономную область. В 1936 году область была преобразована в Чечено-Ингушскую АССР. Это объединение просуществовало до 1991 года.
- Горчханов, Али Исаевич (1934—1937);
- Тамбиев, Юсуп Дудаевич (1938—1944);

### РуководителиГрозненской области
После депортации чеченцев и ингушей 23 февраля 1944 года Чечено-Ингушская АССР была преобразована в Грозненскую область, просуществовавшую до реабилитации коренного населения.
- Чеплаков, Пётр Фёдорович (1946—1949);
- Жегалин, Иван Кузьмич (1949—1955);
- Яковлев, Александр Иванович (1955—1957);

### Руководители Чечено-Ингушетии (1957—1991)
В 1957 году, после реабилитации чеченцев и ингушей, Чечено-Ингушская АССР была восстановлена.
- Гайрбеков, Муслим Гайрбекович (1957—1958);
- Алмазов, Ильяс Абдулаевич (1958—1966);
- Оздоев, Курейш Измаилович (1966—1973);
- Боков, Хажбикар Хакяшевич (1973—1990);
- Завгаев, Доку Гапурович (1990—1991);
- Ахмадов, Хусейн Сайдалиевич (1991);
- Бахмадов, Бадруддин Дадаевич (1991);
- Арсанов, Ахмет Баудинович (1991);

## Постсоветский период
9 января 1993 года вступил в силу Закон РФ от 10 декабря 1992 года № 4071-I «О внесении изменений в статью 71 Конституции (Основного Закона) Российской Федерации — России», по которому Чечено-Ингушская Республика была разделена на Ингушскую республику и Чеченскую республику.
- Автурханов, Умар Джунитович (1993—1995);
- Завгаев, Доку Гапурович (1995—1996);
- Дениев, Якуб Ильясович (1999—2000, и. о.)
- Кадыров, Ахмат Абдулхамидович (2000—2004);
- Абрамов, Сергей Борисович (2004, и. о.);
- Алханов, Али Дадашевич (2004—2007);
- Кадыров, Рамзан Ахматович (2007 — по наст. время)

## РуководителиЧеченской Республики Ичкерия
8 июня 1991 года Общенациональный конгресс чеченского народа (ОКЧН) провозгласил Чеченскую Республику (Нохчи-чо). 14 января 1994 года переименована в Чеченскую Республику Ичкерию.
- Дудаев, Джохар Мусаевич (1991—1996);
- Яндарбиев, Зелимхан Абдулмуслимович (и. о., 1996—1997);
- Масхадов, Аслан Алиевич (1997—2005);
- Садулаев, Абдул-Халим Абусаламович (2005—2006);
- Умаров, Доку Хамадович (2006—2007);
- Закаев, Ахмед Халидович (2007—1 августа 2009, в изгнании).